# 娄宿增四
娄宿增四是中国星官系统中娄（娄宿）的一颗增星。经过计算，其位置在双鱼座，但没有找到对应天体。